# Coelichneumon dolichopsis
Coelichneumon dolichopsis là một loài tò vò trong họ Ichneumonidae.